# Xã Kansas, Quận Woodford, Illinois
Xã Kansas (tiếng Anh: Kansas Township) là một xã thuộc quận Woodford, tiểu bang Illinois, Hoa Kỳ. Năm 2010, dân số của xã này là 433 người.